# How Not to Summon a Demon Lord
How Not to Summon a Demon Lord (яп. 異世界魔王と召喚少女の奴隷魔術 Исэкаи мао: то сё:кан сё:дзё но дорэи мадзюцу, рус. Владыка демонов из другого мира и магия порабощения девушек-призывателей) — ранобэ Юкии Мурасаки, выходящее с 2014 года. В 2015 году вышла манга-адаптация ранобэ, а в 2018 — аниме.

## Сюжет
Однажды Такума Сакамото оказывается «призван» внутрь игрового мира MMORPG «Cross Reverie» в образе своего персонажа в этой игре — владыки демонов Дьябло. Вызовом руководили две девушки, планировавшие сделать его своим рабом, но заклинание отражается от персонажа Такумы и рабские ошейники оказываются на шеях призвавших. Такума отлично знает игру, но вот социальных навыков у него почти нет и общаться с другими людьми он не очень-то умеет. Он решает начать отыгрывать своего персонажа и отправляется в путешествие, чтобы найти способ снять ошейники с девушек, а по пути разбирается с проблемами, из-за которых девушки взялись за призыв демона.

## Персонажи
Такума Сакамото (яп. 坂本拓真 Сакамото Такума) / Дьябло (яп. ディアヴロ Диавуро)
Сэйю: Масааки Мидзунака
Сэра Л. Гринвуд (яп. シェラ・L・グリーンウッド Сэра Эль Гури:нъуддо)
Сэйю: Ю Сэридзава
Рэм Гало (яп. レム・ガレウ Рэму Га:рэу)
Сэйю: Адзуми Ваки
Kлем (яп. クルム Куруму)
Сэйю: Ацуми Танэдзаки

## Медиа

### Ранобэ
Книги написаны Юкия Мурасаки и проиллюстрированы Такахиро Цурусаки. Kodansha опубликовало первый том под своим импринтом Lanove Bunko в декабре 2014 года.
J-Novel Club объявил о переводе ранобэ на английский 28 сентября 2017 года.

### Манга
Наото Фукуда запустила манга-адаптацию серии на сервисе Suiyōbi no Sirius, основанном Kodansha на базе Niconico, в июне 2015 года.
Seven Entertainment объявила о своей лицензии на мангу 14 сентября 2017 года.

## Аниме
В марте 2018 года была анонсирована аниме-адаптация. Режиссер Юта Мурано, сценарист Кадзуюки Фудэясу, дизайн персонажей — Сидзуэ Канэко. Выход первой серии аниме состоялся в июле 2018 года.
8 апреля 2020 года был анонсирован выход второго сезона аниме под названием How Not to Summon a Demon Lord Ω, чьим производством займутся Tezuka Productions и Okuruto Noboru. Режиссёром выступил Сатоси Кувабара, тогда как остальной состав команды останется прежним. Премьера сериала на TBS и BS-TBS состоялась 9 апреля 2021 года.

## Критика
На март 2018 года ранобэ было выпущено общим тиражом 1 млн экземпляров. В 2019 году аниме заняло седьмое место в рейтинге самых просматриваемых сериалов в сервисе Crunchyroll.